# Tay Melo
Taynara Melo de Carvalho (Río de Janeiro, 9 de junio de 1995) es una luchadora profesional y exjudoca brasileña, quien actualmente trabaja para All Elite Wrestling bajo el nombre de Tay Melo, ocasionalmente tiene apariciones en Lucha Libre AAA Worldwide.
También trabajó para la WWE, en el territorio de desarrollo NXT, bajo el nombre de Taynara Conti.
Conti ha sido una vez Campeona Mundial en Parejas Mixto de AAA junto con Sammy Guevara (en una ocasión).

## Primeros años
Melo tiene un cinturón negro en judo y un cinturón azul en jiu-jitsu brasileño, y participó en pruebas para el equipo olímpico brasileño en los Juegos Olímpicos de Río de Janeiro 2016 antes de unirse a la WWE. Taynara es también la primera mujer brasileña en competir en la WWE. El apellido "Conti" viene de su esposo, por lo que Taynara decidió utilizarlo como su apellido en el ring.
Taynara comenzó en la gimnasia artística en el Club de Regatas Vasco da Gama, pero pronto emigró a las artes marciales. Primero, Taynara luchó por el proyecto "Brasil vale ouro" (Brasil vale oro) y luego fue al Instituto Reação, del judoca Flávio Canto. Taynara fue campeona regional y cuatro veces campeona estatal. Además, fue cuatro veces subcampeona de Brasil. Se unió al equipo brasileño y participó en el circuito europeo de Portugal y Alemania.

## Carrera de lucha libre profesional

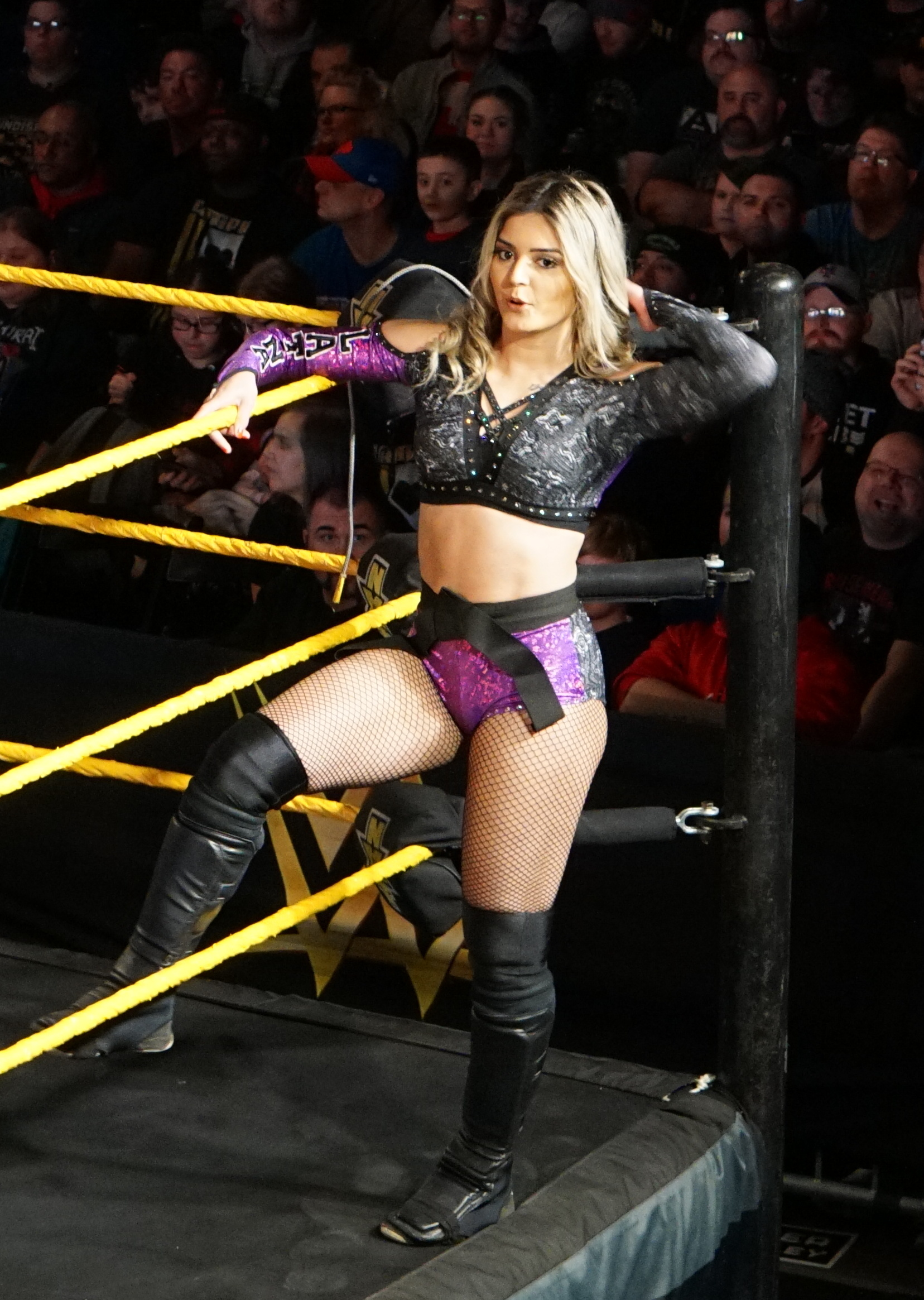
Taynara Conti en un show en vivo de NXT en 2020 en Buffalo, Nueva York.

### WWE

#### NXT (2016-2020)
Melo firmó con la WWE y fue enviada al WWE Performance Center en octubre de 2016. Hizo su debut profesional en WrestleMania Axxess en Orlando, Florida el 1 de abril de 2017, perdiendo ante Sarah Bridges. En los meses siguientes, comenzó a luchar regularmente en varios eventos en vivo de NXT bajo el nombre de Taynara Conti. Conti participó en el Mae Young Classic del 2017, siendo eliminada en la primera ronda por Lacey Evans.
En el episodio de 11 de octubre de NXT, Taynara interfirió en una lucha de triple amenaza entre Nikki Cross, Peyton Royce y Liv Morgan, por órdenes de The Undisputed Era, impidiendo que Nikki ganara e iniciando un pequeño feudo con esta, mismo que culminó en el episodio del 1 de noviembre de NXT, donde Taynara estaba compitiendo en su primera lucha individual televisada para NXT, sin embargo Cross la derrotó.  El 8 de abril  hizo una aparición en Wrestlemania 34 para participar en el primer WrestleMania Women's Battle Royal pero no logró ganar siendo eliminada por Liv Morgan con ayuda de Ruby Riott y Sarah Logan. El 8 de agosto tuvo su primera victoria televisiva derrotando a Vanessa Bourne y así, clasificando por el último lugar para participar en el Mae Young Classic 2018.
Taynara logró eliminar a Jessie Eleban en la primera ronda pero fue derrotada por Lacey Lane en la segunda ronda. En 2019, Taynara apareció más frecuentemente en los shows semanales de NXT, cambiando a Baby face para iniciar un breve feudo con Aliyah y Vanessa Borne. A finales del mismo año, perdió luchas contra Dakota Kai, Mia Yim y Tegan Nox, hasta ganar un combate en noviembre en contra Santana Garrett, lucha en la que fue renombrada a solo Taynara ya que "Conti" sonaba similar a una palabra inapropiada en inglés. Poco después, salieron rumores de su posible renuncia pero no se confirmó o negó nada.
Taynara volvió en 2020 solo como parte de house shows, con un nuevo personaje , Taynara sin permiso de los directivos portó una camisa con la leyenda "despedida", lo que los enfadó de momento. El 17 de abril de 2020, fue liberada de su contrato de WWE, esto como parte de los recortes presupuestarios derivados de la pandemia por COVID-19. Taynara después reveló haber pedido su liberación meses atrás por inconformidades con su personaje y rol en televisión pero su petición fue denegada, al cabo de algunas semanas su relación con la directiva estuvo estable y pensó en quedarse en la empresa, pero fue despedida unas semanas después.

### All Elite Wrestling (2020–presente)
El 3 de agosto, Conti hace su primera participación en la empresa All Elite Wrestling (AEW) en el torneo de Women's Tag Team Cup Tournament: The Deadly Draw haciendo equipo con Anna Jay derrotando a Ariane Andrew y Nyla Rose en la primera ronda. El 17 de agosto, Conti y Jay fueron eliminadas por Diamante e Ivelisse en las semifinales del torneo. El 27 de agosto en el episodio de Dynamite, recibió un contrato del stable The Dark Order para unirse a ellos. El 9 de septiembre, AEW anunció que Conti había firmado con la empresa. El 13 de enero en Dynamite, Conti compitió por el Campeonato Mundial Femenino de la NWA, por primera vez, la cual fue derrotada.
Después de acumular victorias en varios shows semanales, en el Dynamite del 21 de abril, se enfrentó a Hikaru Shida por el Campeonato Mundial Femenino de AEW, sin embargo perdió.
El 13 de noviembre, en el pague-por-ver, AEW Full Gear, se enfrentó a la Dr. Britt Baker por el Campeonato Mundial Femenino de AEW, siendo derrotada con un roll-up aplicado por Britt Baker. Tay Conti aparecería en una promo grabada en el show semanal, AEW Dynamite del 17 de noviembre, comentando "que para ella, no había perdido, había ganado, ganado experiencia, y estaría mejor preparada para una futura oportunidad".

## Vida personal
Desde 2017, estuvo casada con el judoca, Jorge Conti, por el cual llevaba el apellido de su esposo, hasta el 23 de noviembre del 2021, cuando anunciaron su separación, aduciendo compromisos profesionales.
Desde inicios de diciembre de 2021, inicio una relación amorosa con el luchador norteamericano, Sammy Guevara.
El 2 de junio de 2022, se comprometieron en matrimonio en París, Francia. El 7 de agosto de 2022 contrajeron matrimonio.
Durante la transmisión en vivo del evento de All Elite Wrestling AEW Double or Nothing en el cual Sammy Guevara, estaba disputando el Campeonato mundial de AEW, el 28 de mayo del 2023, Melo y Guevara, anunciaron que están esperando a su primer hijo, confirmado en sus redes sociales.
El 28 de noviembre del 2023, dieron la bienvenida a su hija, Luna Guevara Melo.

## Campeonatos y logros
- All Elite Wrestling
  - Dynamite Awards (1 vez)
    - Biggest WTF Moment (2022) – TayJay (Anna Jay and Tay Conti) vs. The Bunny and Penelope Ford in a Street Fight on New's Year Smash (December 31)

- Lucha Libre AAA Worldwide
  - Campeonato Mundial en Parejas Mixto de AAA (1 vez) – con Sammy Guevara

- Pro Wrestling Illustrated
  - Situada en el Nº90 en el PWI Female 100 en 2018.
  - Situada en el Nº49 en el PWI Female 150 en 2021